# Gostilje Martinićko
Gostilje Martinićko (en serbe cyrillique : Гостиље Мартинићко) est un village du centre du Monténégro, dans la municipalité de Danilovgrad.

## Démographie

### Évolution historique de la population
| 1948 | 1953 | 1961 | 1971 | 1981 | 1991 | 2003 |
| ---- | ---- | ---- | ---- | ---- | ---- | ---- |
| 328  | 324  | 285  | 208  | 109  | 74   | 43   |